# Nederland (Colorado)
Nederland ist eine Town im US-Bundesstaat Colorado und liegt etwa 65 Kilometer nordwestlich von Denver in der Front Range der Rocky Mountains. Das Stadtbild prägt das Barker Reservoir am Ortseingang aus Richtung Boulder kommend.
Nederland ist auf Grund des Radweges entlang der Straße zwischen Boulder und Nederland ein sehr beliebtes Ziel bei Joggern, Wanderern und Radfahrern, aber auch Skifahrern, da der Ort nur wenige Kilometer vom Eldora-Skigebiet entfernt ist.

## Geschichte
Die Region um Nederland erlebte während der 150-jährigen Geschichte viele Veränderungen. Zu Beginn des 19. Jahrhunderts wurde das Gebiet um Nederland vom Indianern besiedelt, die hier für Generationen lebten. In der Mitte des 19. Jahrhunderts kamen die ersten Einwanderer in diese Region und gaben der Siedlung verschiedenste Namen wie beispielsweise Dayton, Brownsville oder ab 1871, als die erste Post eröffnete, Middle Boulder. Im selben Jahr kaufte Abel Breed die Silbermine am Caribou Hill, deren Silber in Middle Boulder verarbeitet wurde. Zwei Jahre später verkaufte er diese Mine an die Mining Company Nederland aus den Niederlanden. So wurde Middle Boulder unter den Bergleuten als „the Netherlands“ (niederländisch: „Nederland“) bekannt, was sich auf die Höhe Caribous bei 3048 m bezieht. Als 1874 die Gemeinde gegründet wurde, wählten die Einwohner „Nederland“ als Namen.

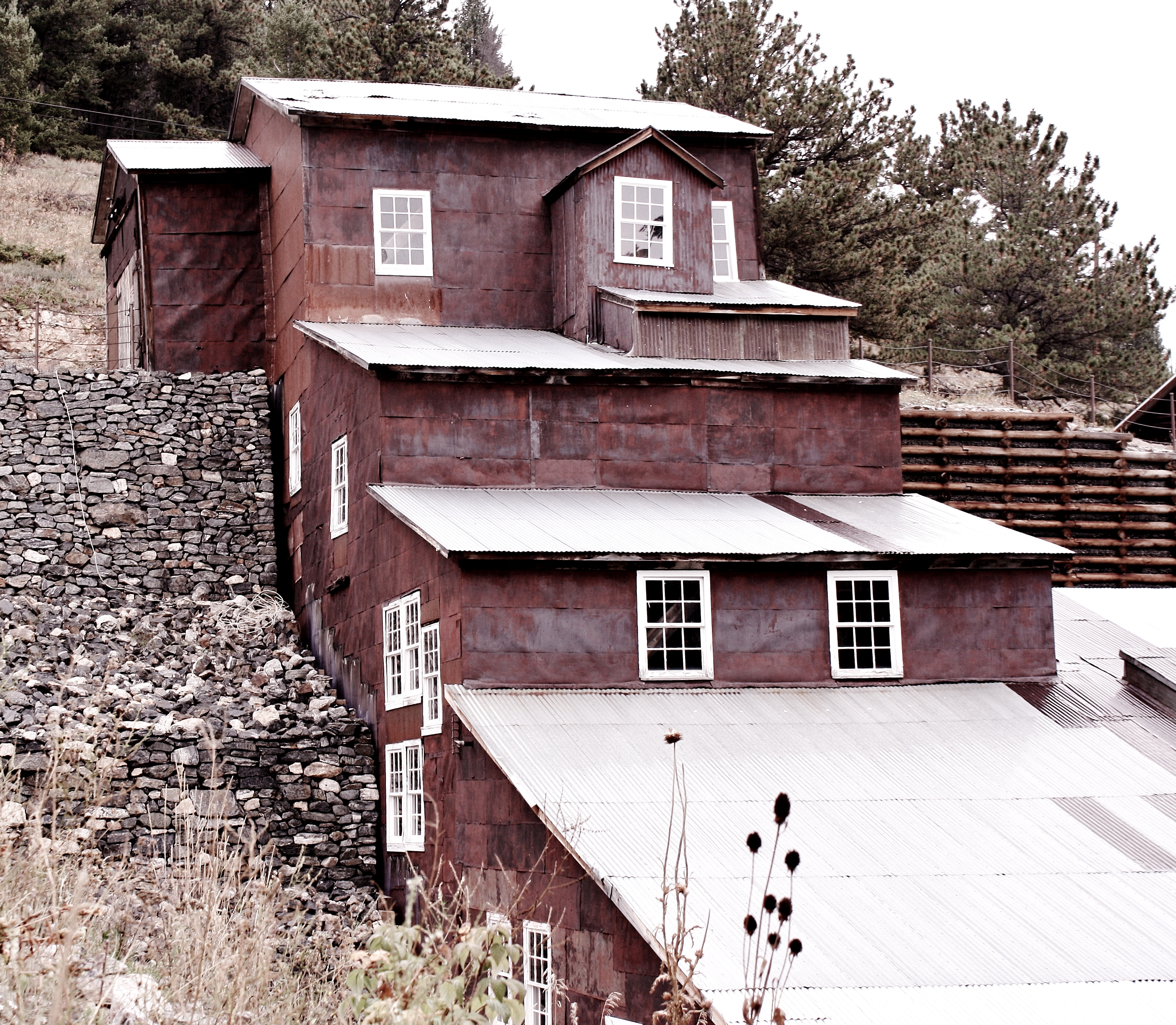
Cardinal Mill (2010)

Zwei Orte in Nederland sind vom National Park Service im National Register of Historic Places (NRHP) eingetragen (Stand 26. November 2018), die Cardinal Mill und die Rocky Mountain Mammoth Mine.

## Politik
Am 6. April 2010 mischte sich Nederland erstmals massiv in die Bundespolitik der USA ein, als es den jahrzehntelangen Krieg gegen Drogen der US-Bundesregierung auf den Kopf stellte, indem per Abstimmung mit 259 zu 218 Stimmen die vollständige Dekriminalisierung von Marihuana (Cannabis) beschlossen wurde. Nach Bundesgesetzen ist Besitz, Handel oder Gebrauch von Cannabis und Cannabisprodukten weiterhin verboten, aber Nederland sendet damit ein deutliches Signal aus.

## Söhne und Töchter von Nederland
- Ian Macgregor (* 1983), Radrennfahrer